# Rustende satyr
De Rustende stayr, ook bekend als Satyr anapauomenos (van het Griekse woord voor rusten ἀναπαύω), is een beeld dat toegeschreven wordt aan Praxiteles. Het bronzen origineel uit circa 320 voor Christus is verloren gegaan, maar er zijn circa 115 kopieën bekend, waaronder 15 uit Rome. De bekendste versie maakt deel uit van de collectie van de Capitolijnse Musea in Rome. 

## Voorstelling
De satyr, te herkennen aan zijn gepunte oren en het pantervel over zijn torso, leunt met zijn rechterelleboog op een boomstronk. Hij steunt alleen op zijn linkerbeen. Het rechter is gebogen, waarbij de voet nog juist de linkerhiel aanraakt. Doordat zowel het hoofd als de heup naar links zijn gewend, is de pose van de satyr toch in evenwicht. 
De toeschrijving aan Praxiteles is onder meer gebaseerd op de overeenkomst in pose tussen dit beeld en bijvoorbeeld de Apollo Sauroktonos.
In de rechterhand hebben restaurateurs vaak een fluit of een panfluit aangebracht. De andere hand steunt op zijn heup en houdt het pantervel naar achteren.  De weelderige haardos, geheel in lijn met de gebruikelijke afbeelding van een riviergod, wordt met een koord of kroon bijeen gehouden.
Waarschijnlijk doelde Plinius de Oudere op deze satyr in zijn Naturalis historia: 

et Liberum patrum Ebriatem nobilemque una satyrum quem Græci periboeton cognominant.

([Praxiteles maakt in brons] een Liber Pater, een beroemde Dronkaard en een satyr die de Grieken periboêtos noemen)
— Plinius de Oudere, Naturalis historia XXXIV, 69

## Capitolijnse versie
Het beeld in de Capitolijnse Musea is omstreeks 130 na Christus gemaakt en heeft een hoogte van 170,5 cm. Nadat het gevonden was in Tivoli schonk paus Benedictus XIV het beeld in 1753 aan het museum. Na het verdrag van Tolentino (1797) verdween de Rustende satyr korte tijd als oorlogsbuit naar Parijs, om in 1815 terug te keren in Rome.

## Andere versies

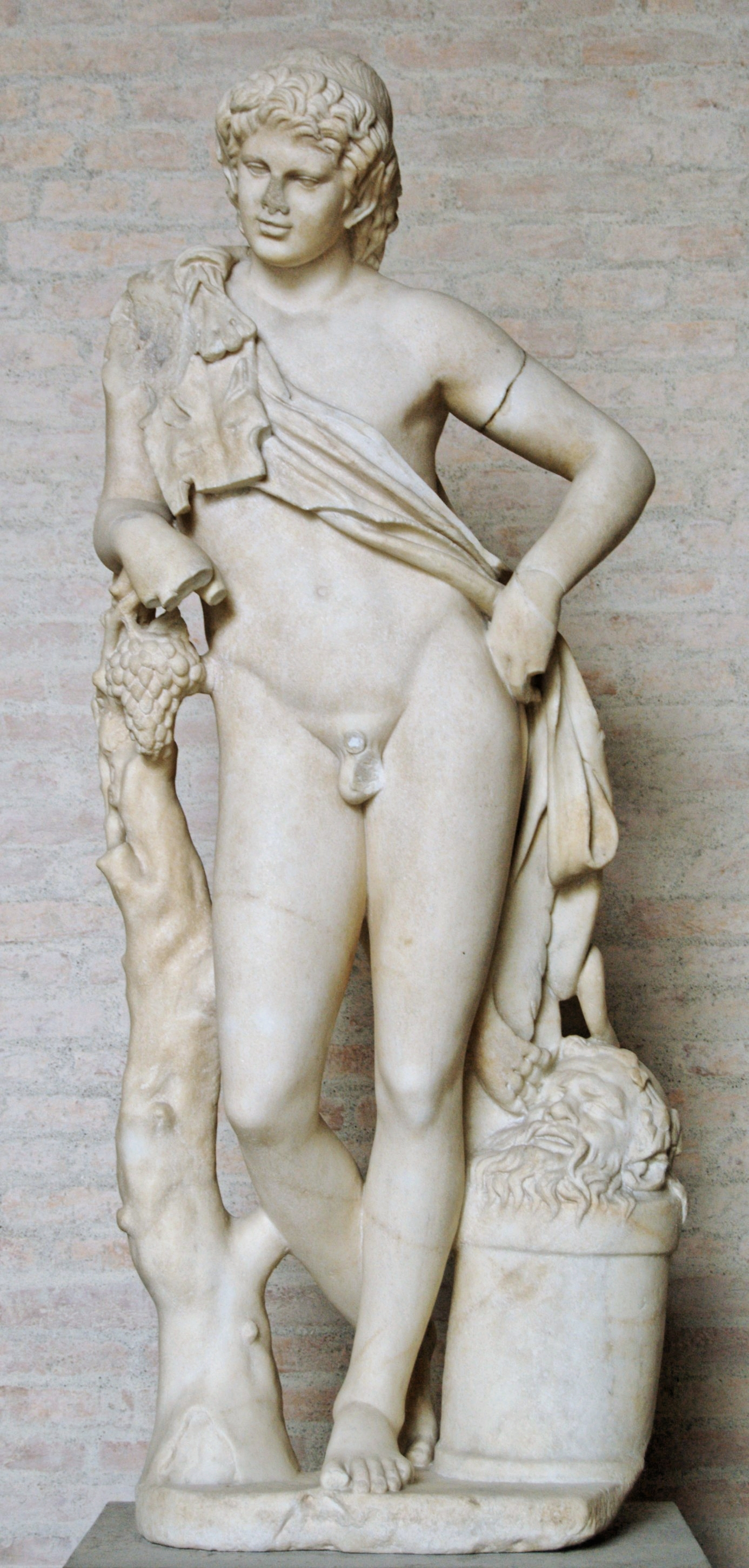
Ruspoli Faun, Glyptothek München (inv. 228)
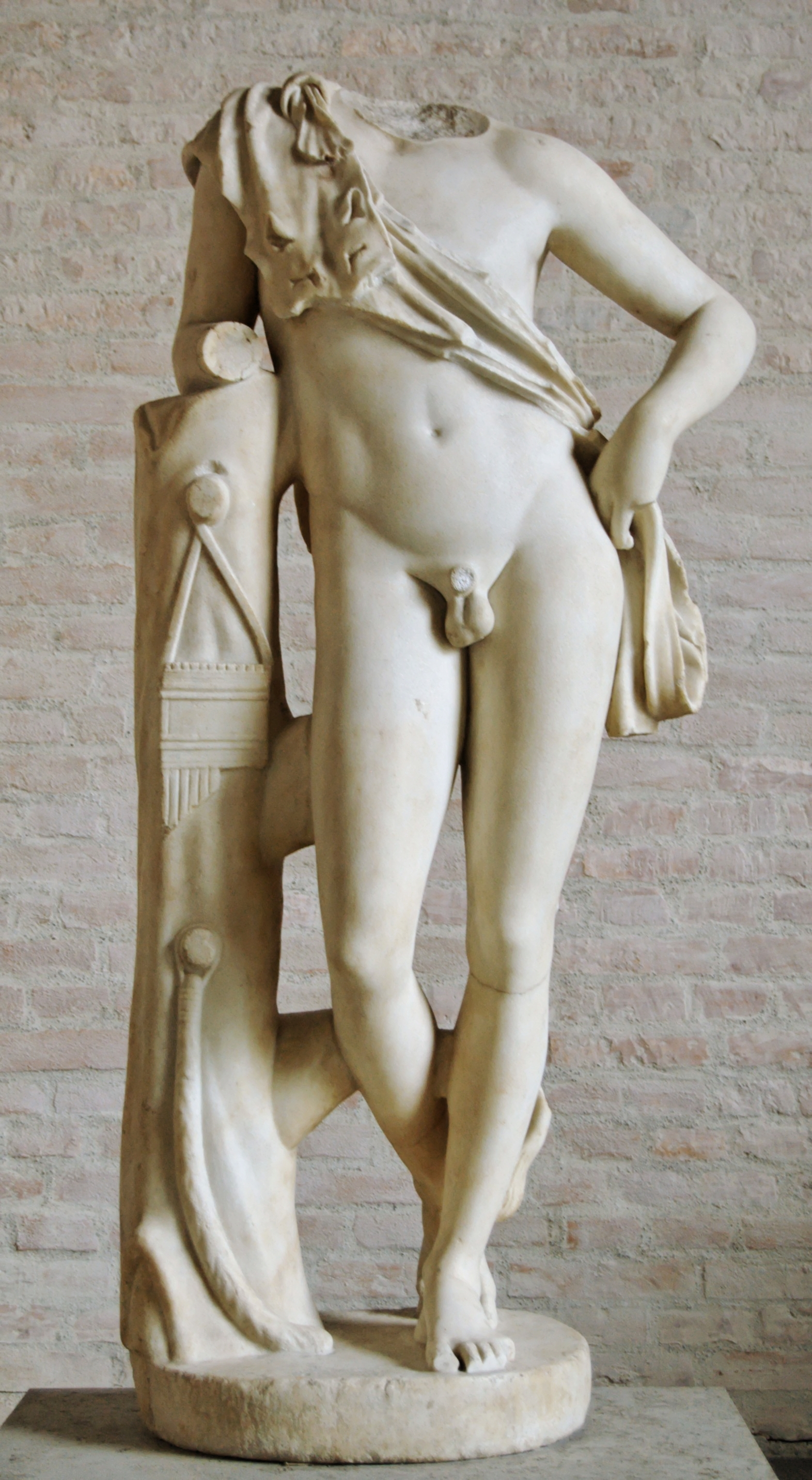
Ruspoli Faun, Glyptothek München (inv. 229)
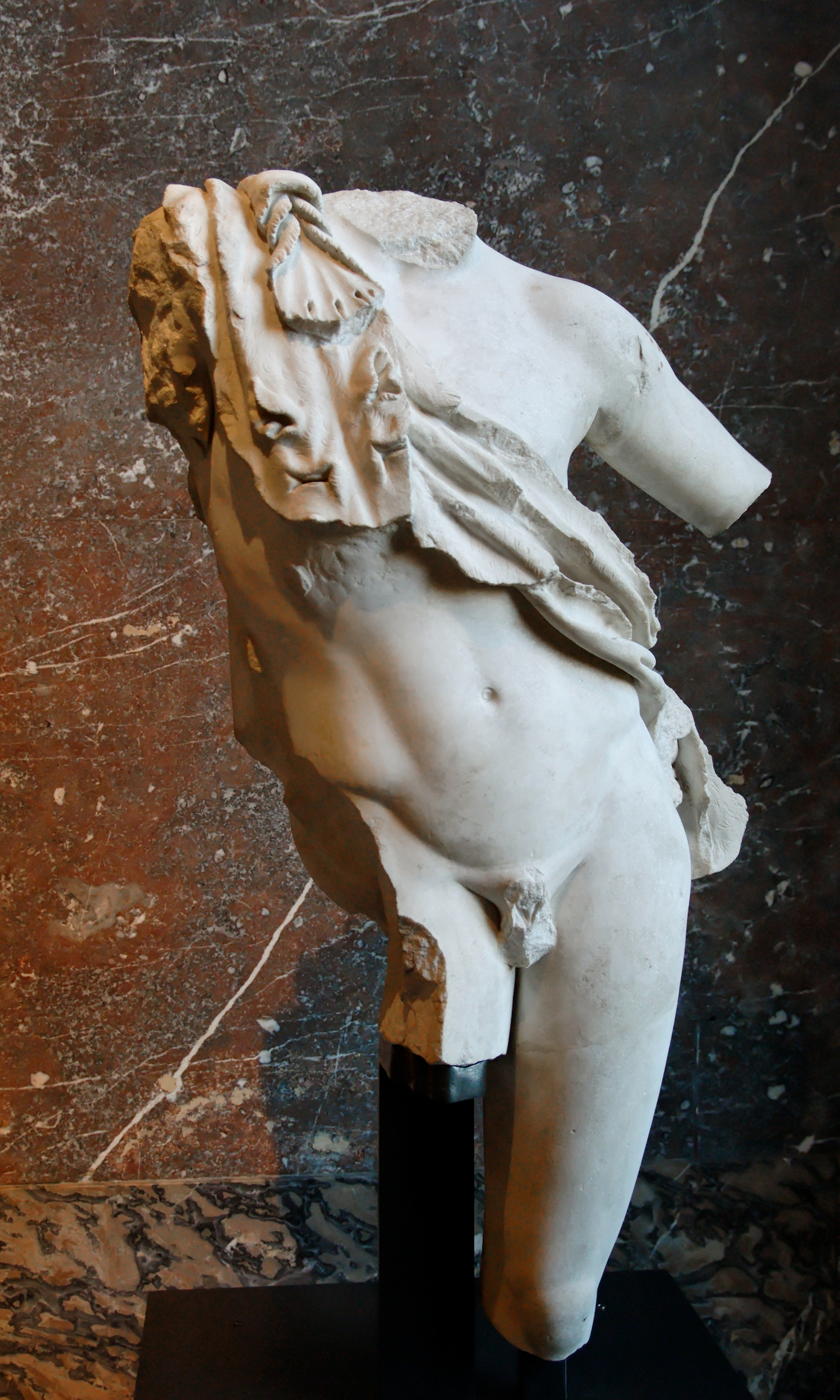
Farnese Faun, Louvre (Ma 664)
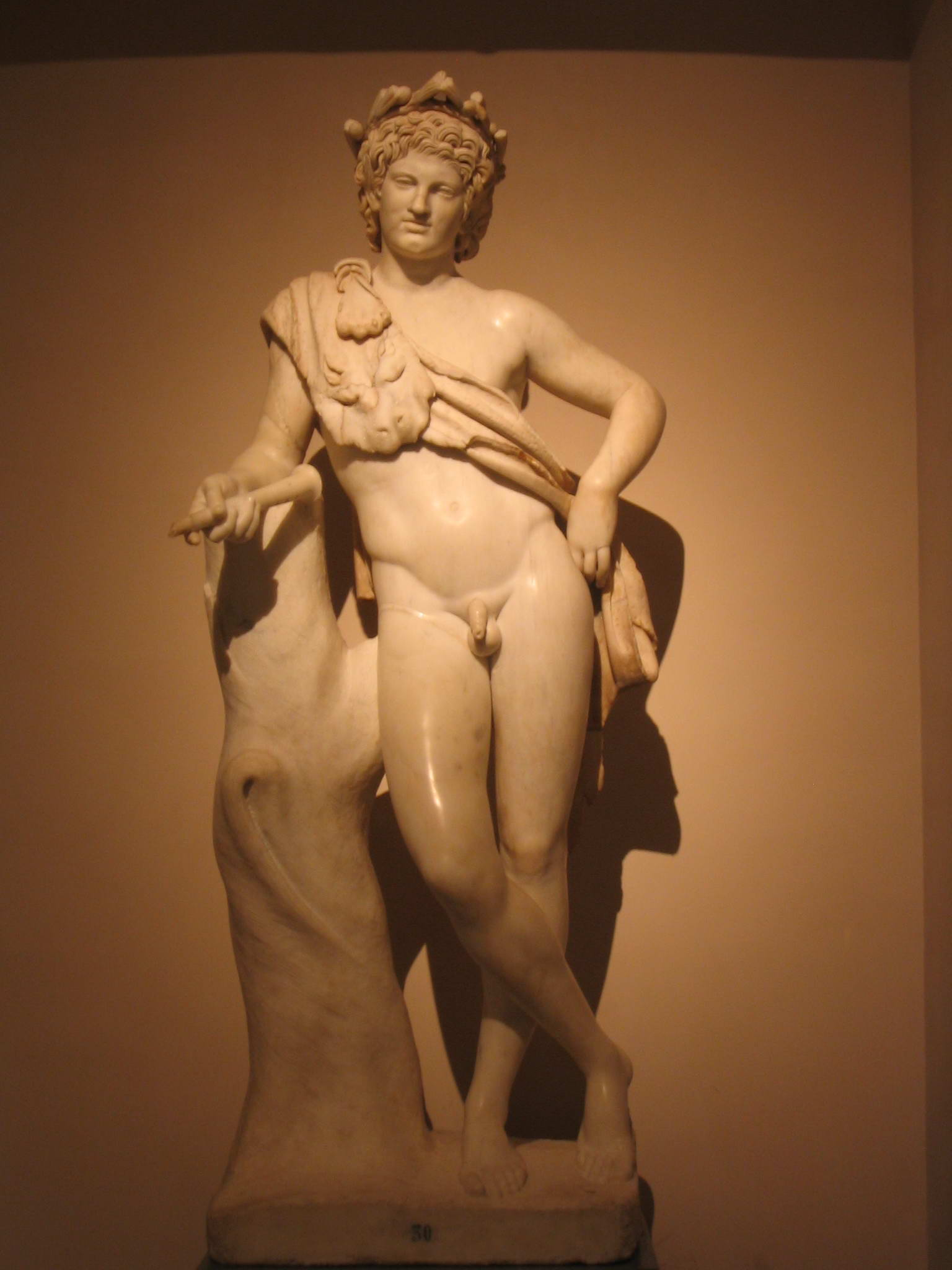
Rustende satyr, Prado
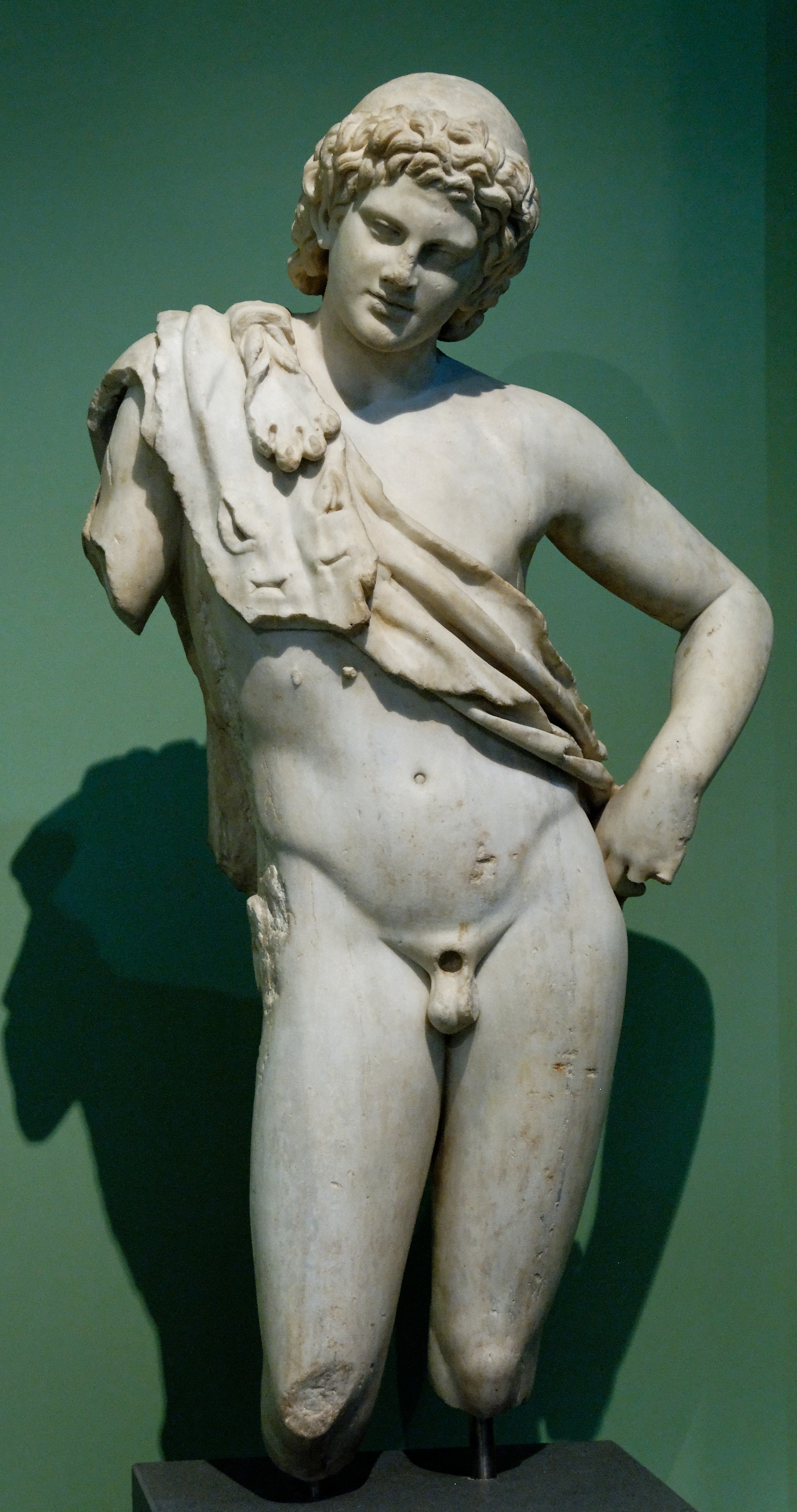
Satyr Anapauomenos, Centrale Montemartini